# Orca (беспилотная подлодка)
Orca — американская беспилотная подводная лодка компании Boeing.

## Общие сведения
Министерство обороны США назвало новую беспилотную подводную лодку «Orca» (в переводе: Косатка).
Это будет дизель-электрическая подводная лодка весом в 50 тонн с дальностью до 6500 морских миль. Данный беспилотник разрабатывался на платформе автономного необитаемого аппарата Echo Voyager, который также построила компания Boeing.
«Orca» представляет собой полностью автономный сверхбольшой беспилотный подводный аппарат. Подлодка предназначена для выполнения различных миссий, которые были ранее невозможны из-за небольших размеров подводных беспилотников.
Основные агрегаты и механизмы подводной лодки будут модульной конструкции.
Отсек полезной нагрузки также будет модульным с определёнными интерфейсами, что позволит подстраивать беспилотную субмарину под конкретные задачи. Модульная конструкция позволит в будущем легко модернизировать эти лодки.
Военно-морской институт США сообщает, что «Orca» будет способна «уничтожать морские мины, подлодки, надводные корабли, вести радиоэлектронную борьбу». Беспилотник также сможет обнаруживать подводные лодки противника и передавать сведения о них авиации и кораблям.
Беспилотник предполагается вооружить торпедами Mk46 и Mk48.
В Пентагоне надеются, что такие беспилотные корабли смогут снизить общие расходы при одновременном расширении возможностей американских ВМС.
Компания Boeing планировала завершить работу над «Orca» к июню 2022 года.
Контракт предусматривает, что Boeing получит 43 млн долларов за изготовление, тестирование и поставку 4 сверхбольших беспилотных подводных аппаратов «Orca».
В мае 2022 года глава программы ВМС по беспилотным морским системам рассказал, что первый аппарат был спущен на воду в апреле и летом пройдут его испытания.
В июле 2023 года в аккаунте компании Boeing появилось сообщение о начале испытаний первой «Orca».